# Auróra-pirók
Az Auróra-pirók vagy Streseman-pirók  (Carpodacus eos) a madarak osztályának verébalakúak (Passeriformes) rendjébe és a pintyfélék (Fringillidae) családjába tartozó faj.

## Előfordulása
Kína és Thaiföld területén honos.